# 反宫马
反宮馬，象棋術語，最早稱“反攻馬”，意謂此佈局在穩健防守中仍帶有一定的反攻性，又稱“夾炮屏風”。
反宮馬是一種歷史悠久的佈局，在近代又有興盛的趨勢。當代棋手胡榮華就喜歡使用這種佈局。
以下黑方下的即為反宮馬：
1. 炮二平五 馬２進３
2. 馬二進三 炮８平６
3. 車一平二 馬８進７[2]

## 腳註/來源
1. ↑  .   [2014-03-15]. （原始内容存档于2015-09-23）.
2. ↑  .   [2016-01-14]. （原始内容存档于2008-10-04）.